# Mistrzostwa Europy w Boksie 1989
XXVIII Mistrzostwa Europy w Boksie (mężczyzn) odbyły się w dniach 29 maja–3 czerwca 1989 w Atenach. Walczono w dwunastu kategoriach wagowych. Startowało 160 uczestników z 26 państw, w tym dziesięciu reprezentantów Polski.

## Medaliści

### Waga papierowa
| Złoto                   | Srebro                | Brąz                                |
| ----------------------- | --------------------- | ----------------------------------- |
| Iwajło Marinow Bułgaria | Róbert Isaszegi Węgry | Nszan Munczian ZSRR · Jan Quast NRD |

### Waga musza
| Złoto                 | Srebro             | Brąz                                                     |
| --------------------- | ------------------ | -------------------------------------------------------- |
| Jurij Arbaczakow ZSRR | János Váradi Węgry | Krzysztof Wróblewski Polska · Krasimir Czołakow Bułgaria |

### Waga kogucia
| Złoto                    | Srebro                 | Brąz                                 |
| ------------------------ | ---------------------- | ------------------------------------ |
| Serafim Todorow Bułgaria | Timofiej Skriabin ZSRR | Robert Ciba Polska · Dieter Berg NRD |

### Waga piórkowa
| Złoto                    | Srebro            | Brąz                                           |
| ------------------------ | ----------------- | ---------------------------------------------- |
| Kirkor Kirkorow Bułgaria | Marco Rudolph NRD | Rafał Rudzki Polska · Sandro Casamonica Włochy |

### Waga lekka
| Złoto                | Srebro                    | Brąz                                               |
| -------------------- | ------------------------- | -------------------------------------------------- |
| Konstantin Cziu ZSRR | Daniel Dumitrescu Rumunia | Giorgio Campanella Włochy · David Anderson Szkocja |

### Waga lekkopółśrednia
| Złoto              | Srebro                 | Brąz                                         |
| ------------------ | ---------------------- | -------------------------------------------- |
| Igor Rużnikow ZSRR | Dariusz Czernij Polska | Christo Furnigow Bułgaria · Andreas Otto NRD |

### Waga półśrednia
| Złoto                 | Srebro                     | Brąz                                          |
| --------------------- | -------------------------- | --------------------------------------------- |
| Siegfried Mehnert NRD | Borisław Abadżiew Bułgaria | Lóránt Szabó Węgry · Mujo Bajrović Jugosławia |

### Waga lekkośrednia
| Złoto                   | Srebro               | Brąz                                        |
| ----------------------- | -------------------- | ------------------------------------------- |
| Israel Akopkochjan ZSRR | Rudel Obreja Rumunia | Enrico Richter NRD · Rosen Ibiszew Bułgaria |

### Waga średnia
| Złoto           | Srebro                       | Brąz                                            |
| --------------- | ---------------------------- | ----------------------------------------------- |
| Henry Maske NRD | Michal Franek Czechosłowacja | Andriej Kurniawka ZSRR · Daniel Krumow Bułgaria |

### Waga półciężka
| Złoto          | Srebro           | Brąz                                            |
| -------------- | ---------------- | ----------------------------------------------- |
| Sven Lange NRD | Lajos Erös Węgry | Kai Helenius Finlandia · Siergiej Koboziew ZSRR |

### Waga ciężka
| Złoto                      | Srebro          | Brąz                                      |
| -------------------------- | --------------- | ----------------------------------------- |
| Arnold Vanderlyde Holandia | Axel Schulz NRD | Andrzej Gołota Polska · Bert Teuchert RFN |

### Waga superciężka
| Złoto          | Srebro                   | Brąz                                                    |
| -------------- | ------------------------ | ------------------------------------------------------- |
| Ulli Kaden NRD | Giorgios Tsahakis Grecja | Aleksandr Miroszniczenko ZSRR · Swilen Rusinow Bułgaria |

## Występy Polaków
- Krzysztof Wróblewski (waga musza) wygrał w ćwierćfinale z Jiménezem Garcíą (Hiszpania), a w półfinale przegrał z Jánosem Váradim (Węgry) zdobywając brązowy medal
- Robert Ciba (waga kogucia) wygrał w eliminacjach z Ioanisem Vasalisem (Grecja), w ćwierćfinale z Rogerem De Oliveirą (Francja), a w półfinale przegrał z Serafimem Todorowem (Bułgaria) zdobywając brązowy medal
- Rafał Rudzki (waga piórkowa) wygrał w ćwierćfinale z Losado Garcíą (Hiszpania), a w półfinale przegrał z Marco Rudolphem (NRD) zdobywając brązowy medal
- Jan Wałejko (waga lekka) przegrał pierwszą walkę w eliminacjach z Giorgio Campanellą (Włochy)
- Dariusz Czernij (waga lekkopółśrednia) wygrał w eliminacjach z Michele Piccirillo (Włochy) oraz z Jimem Penderem (Szkocja), w ćwierćfinale z Alim Çitakiem (Turcja), w półfinale z Christo Furnigowem (Bułgaria), a w finale przegrał z Igorem Rużnikowem (ZSRR) zdobywając srebrny medal
- Tomasz Borowski (waga półśrednia) przegrał pierwszą walkę w eliminacjach z Roberto Wolinem (Szwecja)
- Dariusz Wasiak (waga lekkośrednia) przegrał pierwszą walkę w eliminacjach z Israelem Akopkochianem (ZSRR)
- Stanisław Łakomiec (waga półciężka) wygrał w eliminacjach z Christosem Taliadoru (Cypr), a w ćwierćfinale przegrał z Lajosem Erösem (Węgry)
- Andrzej Gołota (waga ciężka) wygrał w ćwierćfinale z Hamayakiem Shabazianem (Szwecja), a w półfinale przegrał z Arnoldem Vanderlyde (Holandia) zdobywając brązowy medal
- Janusz Zarenkiewicz (waga superciężka) przegrał pierwszą walkę w ćwierćfinale z Aleksandrem Miroszniczenko (ZSRR)